# Dendrocerus araucanus
Dendrocerus araucanus är en stekelart som beskrevs av Paul Dessart 1999. Dendrocerus araucanus ingår i släktet Dendrocerus och familjen trefåresteklar. Inga underarter finns listade i Catalogue of Life.